# Gabriel Renato Vásquez
Gabriel Renato Vásquez Paredes (Quito, 26 de enero de 1984) es un futbolista ecuatoriano que juega en la posición de centrocampista.

## Trayectoria
Empezó desde los 14 años en las categorías inferiores de Deportivo Quito.
A la edad de 18 años, Gabriel decide probarse en las divisiones formativas del Club América de Quito, equipo donde había jugado su padre Renato Vásquez en los años 80. Gabriel fue aceptado y después de un mes, fue promovido al primer equipo el cual estaba dirigido por el estratega Carlos Calderón.
Jugó durante tres temporadas en el América (2002 - 2004), pero sin lograr conseguir el objetivo que era el ascenso a la serie B del fútbol ecuatoriano.
A fines del año 2004, por pedido de Carlos "Caldera" Calderón, Gabriel se presentó a los entrenamientos del Club Deportivo Espoli, sin embargo una lesión le impidió llegar a debutar en dicha institución.
En el año 2005, el jugador fue intervenido quirúrgicamente en la rodilla derecha por una rotura del ligamento cruzado anterior. Luego de haberse recuperado con varios meses de rehabilitación, Vásquez vuelve al fútbol pero de forma amateur, jugando para la selección de la Universidad Católica de Quito, en donde también obtuvo el título de Ingeniero Comercial.
Sin embargo no se mantendría alejado de las lesiones por mucho tiempo. En mayo del 2007, vuelve a ser intervenido en la rodilla derecha debido a una rotura del injerto que había reemplazado al ligamento en su primera operación.
Desde ese momento Vásquez no ha podido volver a jugar profesionalmente, en el 2008 estuvo entrenando en el Club Deportivo Brasilia, aunque no llegó a ningún arreglo con la dirigencia. El 2009 regresó al América de Quito, pero sin mucha suerte, ya que apenas lograron salvar la categoría.
El año 2010 es pretendido por el Manta FC que milita en la primera división del fútbol Ecuatoriano, club donde se encuentra actualmente.

## Clubes
| Club                   | País    | Año       |
| ---------------------- | ------- | --------- |
| Deportivo Quito        | Ecuador | 1998-2000 |
| Club Deportivo América | Ecuador | 2002-2004 |

## Palmarés
| Título                                    | Club                   | Año  |
| ----------------------------------------- | ---------------------- | ---- |
| Campeón de Segunda Categoría de Pichincha | Club Deportivo América | 2002 |